# Carol van Oppen
Carol van Oppen – holenderski brydżysta z tytułem European Master (EBL).
Carol van Oppen jest autorem wielu książek brydżowych.

## Wyniki brydżowe

### Olimpiady
| Olimpiady brydżowe. Zawody teamów | Olimpiady brydżowe. Zawody teamów | Olimpiady brydżowe. Zawody teamów | Olimpiady brydżowe. Zawody teamów | Olimpiady brydżowe. Zawody teamów | Olimpiady brydżowe. Zawody teamów |
| Rok                               | Miejsce                           | Zawody                            | Kategoria                         | Drużyna                           | Pozycja                           |
| --------------------------------- | --------------------------------- | --------------------------------- | --------------------------------- | --------------------------------- | --------------------------------- |
| 1980                              | Valkenburg                        | 6. Olimpiada Teamów               | Open                              | Netherlands                       | 3                                 |
| 1976                              | Monte Carlo                       | 5. Olimpiada Teamów               | Open                              | Netherlands                       | 22                                |
| 1972                              | Miami Beach                       | 4. Olimpiada Brydżowa             | Open                              | Netherlands                       | 20                                |

### Zawody światowe
| Mistrzostwa Świata. Konkurencja teamów | Mistrzostwa Świata. Konkurencja teamów | Mistrzostwa Świata. Konkurencja teamów | Mistrzostwa Świata. Konkurencja teamów | Mistrzostwa Świata. Konkurencja teamów | Mistrzostwa Świata. Konkurencja teamów |
| Rok                                    | Miejsce                                | Zawody                                 | Kategoria                              | Drużyna                                | Pozycja                                |
| -------------------------------------- | -------------------------------------- | -------------------------------------- | -------------------------------------- | -------------------------------------- | -------------------------------------- |
| 1994                                   | Albuquerque                            | 9. Mistrzostwa Świata                  | Open                                   | van Oppen                              | 17                                     |

| Mistrzostwa Świata. Konkurencja par | Mistrzostwa Świata. Konkurencja par | Mistrzostwa Świata. Konkurencja par | Mistrzostwa Świata. Konkurencja par | Mistrzostwa Świata. Konkurencja par | Mistrzostwa Świata. Konkurencja par |
| Rok                                 | Miejsce                             | Zawody                              | Kategoria                           | Partner                             | Pozycja                             |
| ----------------------------------- | ----------------------------------- | ----------------------------------- | ----------------------------------- | ----------------------------------- | ----------------------------------- |
| 1978                                | Nowy Orlean                         | 5. Mistrzostwa Świata               | Open                                | André Mulder                        | 6                                   |

### Zawody europejskie
| Zawody europejskie. Konkurencja teamów | Zawody europejskie. Konkurencja teamów | Zawody europejskie. Konkurencja teamów | Zawody europejskie. Konkurencja teamów | Zawody europejskie. Konkurencja teamów | Zawody europejskie. Konkurencja teamów |
| Rok                                    | Miejsce                                | Zawody                                 | Kategoria                              | Drużyna                                | Pozycja                                |
| -------------------------------------- | -------------------------------------- | -------------------------------------- | -------------------------------------- | -------------------------------------- | -------------------------------------- |
| 2001                                   | Teneryfa                               | 45. Mistrzostwa Europy Teamów          | Seniorzy                               | Netherlands                            | 9                                      |
| 1997                                   | Montecatini                            | 43. Mistrzostwa Europy Teamów          | Seniorzy                               | Netherlands B                          | 6                                      |

| Zawody europejskie. Konkurencja par | Zawody europejskie. Konkurencja par | Zawody europejskie. Konkurencja par | Zawody europejskie. Konkurencja par | Zawody europejskie. Konkurencja par | Zawody europejskie. Konkurencja par |
| Rok                                 | Miejsce                             | Zawody                              | Kategoria                           | Partner                             | Pozycja                             |
| ----------------------------------- | ----------------------------------- | ----------------------------------- | ----------------------------------- | ----------------------------------- | ----------------------------------- |
| 2001                                | Sorrento                            | 11. Mistrzostwa Europy Par          | Seniorzy                            | Maximiliaan Johannes Rebattu        | 11                                  |
| 1995                                | Rzym                                | 8. Mistrzostwa Europy Par           | Open                                | Maximiliaan Johannes Rebattu        | 47                                  |
| 1993                                | Bielefeld                           | 7. Mistrzostwa Europy Par           | Open                                | Maximiliaan Johannes Rebattu        | 3                                   |
| 1989                                | Salsomaggiore                       | 5. Mistrzostwa Europy Par           | Open                                | Maximiliaan Johannes Rebattu        | 19                                  |